# Le Concentrisme
Vous lisez un « bon article » labellisé en 2025.
Ne doit être confondu ni avec la concentration, ni avec la concentricité.
Le Concentrisme est le titre généralement attribué à une conférence donnée en novembre 1930 par Samuel Beckett, en français, à la Modern Languages Society, une association d'étudiants du Trinity College de Dublin. Elle est consacrée à un poète français fictif, Jean du Chas, qui a la même date de naissance que Beckett, et au mouvement littéraire qu'il est censé avoir lancé, le concentrisme. Ce dernier peut s'entendre comme un jeu de mots sur « les cons sont tristes », dans le cadre d'une parodie de manifeste littéraire et d'une variation sur les différentes acceptions du mot con.
Cette conférence, dont le texte a longtemps été réputé perdu, est devenue « légendaire » pour les spécialistes car elle témoigne de l'humour grinçant, de l'érudition et de la maîtrise du français du jeune Beckett (il a alors 24 ans), tout en utilisant les techniques d'écriture et en abordant les thèmes qu'il développera ultérieurement, Beckett recourant notamment à de nombreux calembours et « greffant » dans le texte des passages de ses lectures et de ses propres travaux.
La question de savoir s'il s'agit d'une plaisanterie ou d'une tentative de tromperie de l'auditoire fait débat chez les spécialistes, Beckett lui-même affirmant que son auditoire n'avait pas été mystifié.
Le personnage de Jean du Chas ressurgit dans les écrits de fiction des années 1930, Dream of Fair to Middling Women et Bande et sarabande, où il est un alter ego du narrateur.

## Présentation de la conférence

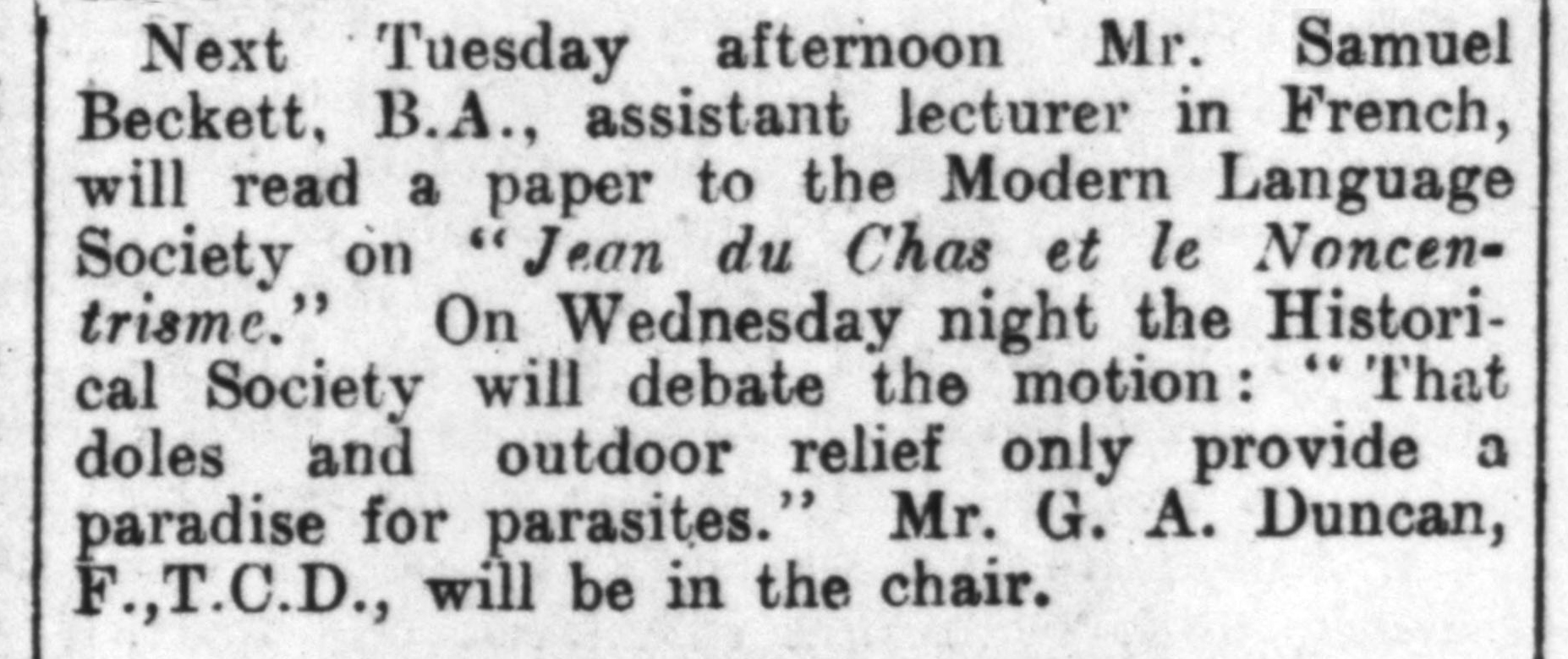
Annonce dans lIrish Times d'une conférence, le 11 novembre 1930, sur Jean du Chas et le Noncentrisme.

À l'automne 1930, Samuel Beckett, qui vient de passer deux ans à Paris comme lecteur d'anglais à l'École normale supérieure de la rue d'Ulm, dans le cadre d'un échange avec le Trinity College de Dublin, rentre en Irlande où il est nommé pour trois ans professeur assistant de français au Trinity College. Dans le cadre de ses fonctions d'enseignement, il donne en novembre 1930 une conférence en français à la Modern Languages Society, une association d'étudiants du Trinity College de Dublin, pour laquelle il exerce la fonction honorifique de bibliothécaire.

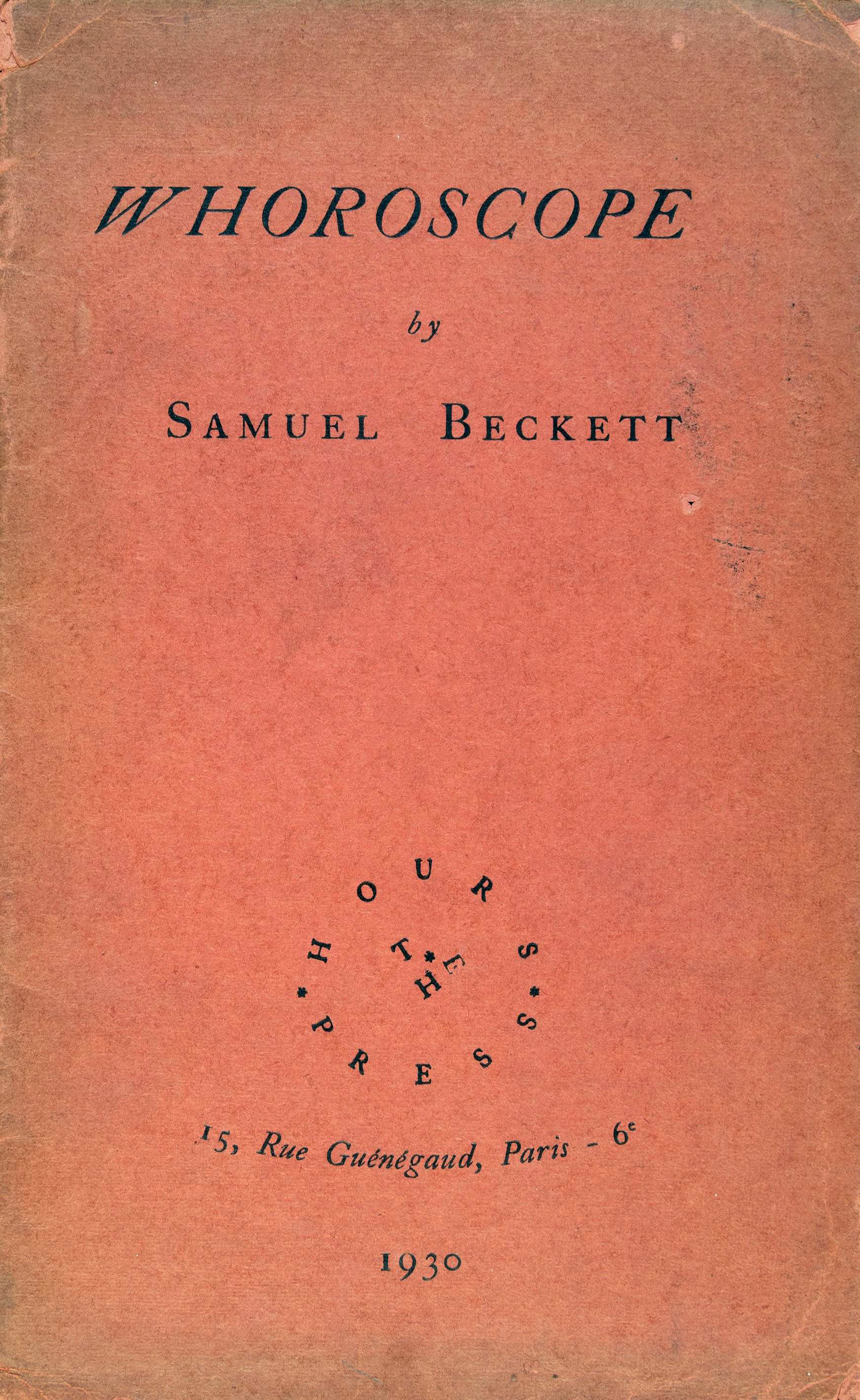
Édith Fournier, la traductrice de Whoroscope, le seul ouvrage publié par Beckett lorsqu'il donne sa conférence sur le concentrisme, y souligne le goût encore estudiantin du jeune homme de vingt-quatre ans, friand de canulars et de calembours, pour un style volontairement obscur et biscornu, son attrait espiègle pour les jeux de mots saugrenus et les parodies cocasses.

Avant la découverte en 1975, d'un tapuscrit de cinq pages, qui au demeurant ne porte pas de titre, cette conférence a longtemps été tenue pour « probablement perdue ». Elle était considérée, sur la base d'articles du journaliste Bruce Arnold, comme ayant pour titre Le Convergisme, un mot-valise formé à partir de « deux termes d'argot désignant des organes sexuels ». Selon Arnold, la conférence de Beckett portait sur un groupe au sein de la Café society parisienne dont l'animateur aurait été un poète porté sur la « copulation en tant que sujet littéraire » et ayant pour salutation habituelle : « pose culotte et baise »,.

La conférence se présente d'abord comme une parodie des mouvements littéraires en -isme et des manifestes qui les promeuvent. Jean du Chas proclame ainsi que « le concentrisme est un prisme dans l'escalier ». Comme l'observe Andrew Gibson, le texte de Beckett comporte aussi des tirades poétiques évoquant Pound ou Eliot par le rejet d'un vaste pan de l'histoire culturelle avec une sorte de « magnificence négligente ». Ainsi, par exemple : 

« Sous l’égide crapuleuse d’un valet cornélien la dernière trace de la colère dantesque s’est transformée en crachats de Jésuite fatigué […] Montaigne s’appelle Baedeker, et Dieu porte un gilet rouge. »

 Comme dans ses autres œuvres de la même période, mais remarquablement cette fois en français, le vocabulaire de cette conférence, « raffinée mais obscure » est « un paradis pour le lexicographe ; les allusions, un purgatoire pour l’universitaire ; la syntaxe, un enfer pour le grammairien ». Cette multiplication de termes opaques et d'allusions érudites,, d'acrobaties verbales et d'ostentations d'un savoir littéraire, de condensations spirituelles, sont souvent considérées comme des marques, dans les productions poétiques du jeune Beckett, de l'influence de Joyce, assidument fréquenté à Paris, et d'une adaptation à la poésie de la « méthode » de ce dernier. Cependant, la conférence n'est pas centrée sur le concentrisme, mais sur son promoteur, Jean du Chas ; et elle n'a pas la forme d'un manifeste mais une structure complexe et moderniste : une personne anonyme écrit à une autre personne dont il n'est pas certain qu'elle soit l'auteur de la conférence au sujet d'une troisième personne fictive qui est morte mais qui a laissé plusieurs écrits, dont l'un où elle commente une lettre vraisemblablement apocryphe d'une quatrième personne.

### Lettre d'introduction
| portrait gravé de Swift. · Portrait gravé de Gulliver. |

Une courte lettre non signée précède le corps du texte. Elle a pour fonction de présenter Du Chas, « l'inventeur du Concentrisme », d'attester sa réalité et de justifier la provenance des archives qui lui sont attribuées. Le recours à un prétendu tiers préfacier, un procédé romanesque que Gérard Genette appelle une allographie fictive, évoque la lettre de Richard Sympson introduisant les récits de voyage de son cousin Lemuel Gulliver, d'autant plus que, comme chez Swift, le texte introductif n'est pas adressé au lecteur, mais à un destinataire fictif. Cette ressemblance de procédé s'inscrit dans le contexte d'une grande proximité de Beckett avec Swift, ancien étudiant du Trinity College comme lui,, chez lequel Beckett a étudié les procédés de mise en œuvre de mystifications telle celle portant sur la prétendue véracité des voyages de Gulliver. Beckett donnera d'ailleurs le prénom de Gulliver à un personnage de Malone meurt, dont le héros affirme ne rien pouvoir dire qui ne soit vrai. Gulliver et Jean du Chas ont en outre le point commun d'avoir le même âge que, respectivement, Swift et Beckett : le frontispice de l'édition originale des Voyages de Gulliver attribue en effet à celui-ci l'âge de Swift, 58 ans, un détail qui permet aux initiés d'identifier l'auteur anonyme des Voyages. Tout comme la lettre de Sympson, la lettre introductive de la conférence constitue un « texte-seuil dont la fonction est d'orienter la lecture ou de leurrer le lecteur », mais avec la différence que le narrateur inconnu, prenant le contrepied du stéréotype de « l'exaltation savante devant la découverte d'un inédit », décrédibilise son sujet plutôt qu'il ne le légitimise : « Monsieur, vous êtes le premier à vous intéresser à cet imbécile ». Bernard-Olivier Posse observe en outre que la formule conclusive de la lettre, priant le récipiendaire d'agréer son « plus profond mépris », résonne avec les provocations appréciées des surréalistes, telle la fin de la lettre ouverte adressée le 26 juin 1930 à Rabindranath Tagore par les écrivains de la revue Le Grand Jeu : « Recevez, Monsieur, l’expression de notre parfait mépris »,.

### Déconnade et calembours

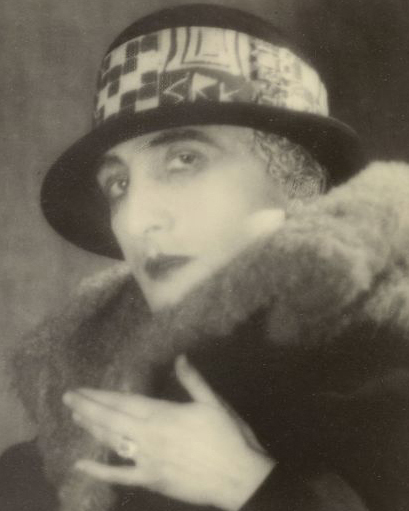
Rrose Sélavy, un canular de Marcel Duchamp poursuivi dans les années 1920. Du Chas, le Bouddha biconvexe pourrait être inspiré de Duchamp, le Bouddha de la salle de bain.

Pierre Vilar fait de la « déconnade » un fil rouge de la conférence : 

« Cet éloge de Jean du Chas […] fait intervenir une multitude de variations sur les différentes acceptions du mot con et le lie étroitement à une esthétique d’école […] depuis la con-ciergerie, qui joue dans le destin de Jean du Chas un rôle décisif, jusqu’à sa confession d’Ancône, avant qu’il ne publie son manifeste du bouddha biconvexe. »

 Du Chas définit le concentrisme comme un « prisme sur l'escalier », une formulation qui fait peut-être référence à la définition stendhalienne du roman comme un « miroir qu'on promène le long d'un chemin », ou à celle d'Eugène Jolas dans la revue transition, qualifiant le verticalisme de « mouvement prismatique »,. Elle manifeste la propension du jeune Beckett au « verbiage au sein duquel l’élément géométrique cristallise une dérision peu cachée », Jean-Michel Rabaté et Chris Ackerley observent toutefois que son injonction à ses disciples, « vous allez vous appeler les Concentristes », est un calembour sur « les cons sont tristes »,.
Ce procédé joue un rôle moteur dans le texte, au sens où Beckett affirmera dans Murphy, son premier roman publié (1938) : « Au commencement était le calembour. ». En effet, comme l'analyse Chris Ackerley, « en tant que figure le calembour combine les extrêmes du rationnel et de l'irrationnel […] en traitant les « différences » comme une « identité », le calembour les dépasse et crée du sens. » L'obsession chasienne des concierges n'est pas sans rapport avec le fait qu'il s'agit d'un calembour à connotation sexuelle sur « con » et « cierge », au demeurant déjà présent dans le poème Whoroscope publié durant l'été 1930, comme le remarquent Johannes Hedberg et Edward Bizub qui note que ce n'est autre « qu'un mot-valise subtil mais insoupçonné […] unissant le vagin et une « sacrée » bougie fécondatrice »,. Quant à la naissance à Toulouse, elle prédestinerait Jean du Chas à être un perdant (to lose). Plusieurs critiques subodorent que le nom même de Jean du Chas — qui sans être aussi risible que celui d'Adoré Floupette, l'auteur prétendu d'une célèbre mystification littéraire, suggère une intention satirique — dissimule un calembour mais ne sont pas d'accord entre eux sur celui-ci : Jean-Michel Rabaté souligne que le chas désigne « le sexe féminin dans la littérature féminine », une affirmation que le linguiste Pierre Guiraud soutient mais que son collègue Jean-Claude Dinguirard conteste. De son côté, Nick Wolterman, s'appuyant sur l'homophonie, pense que Du Chas désigne Duchamp, que Beckett connaissait. De son côté, John Pilling estime que la mention dans la conférence d'une « décomposition des joyeux qui descendent en colimaçon » renvoie au Nu descendant un escalier de Duchamp.

### Fantôme de Descartes

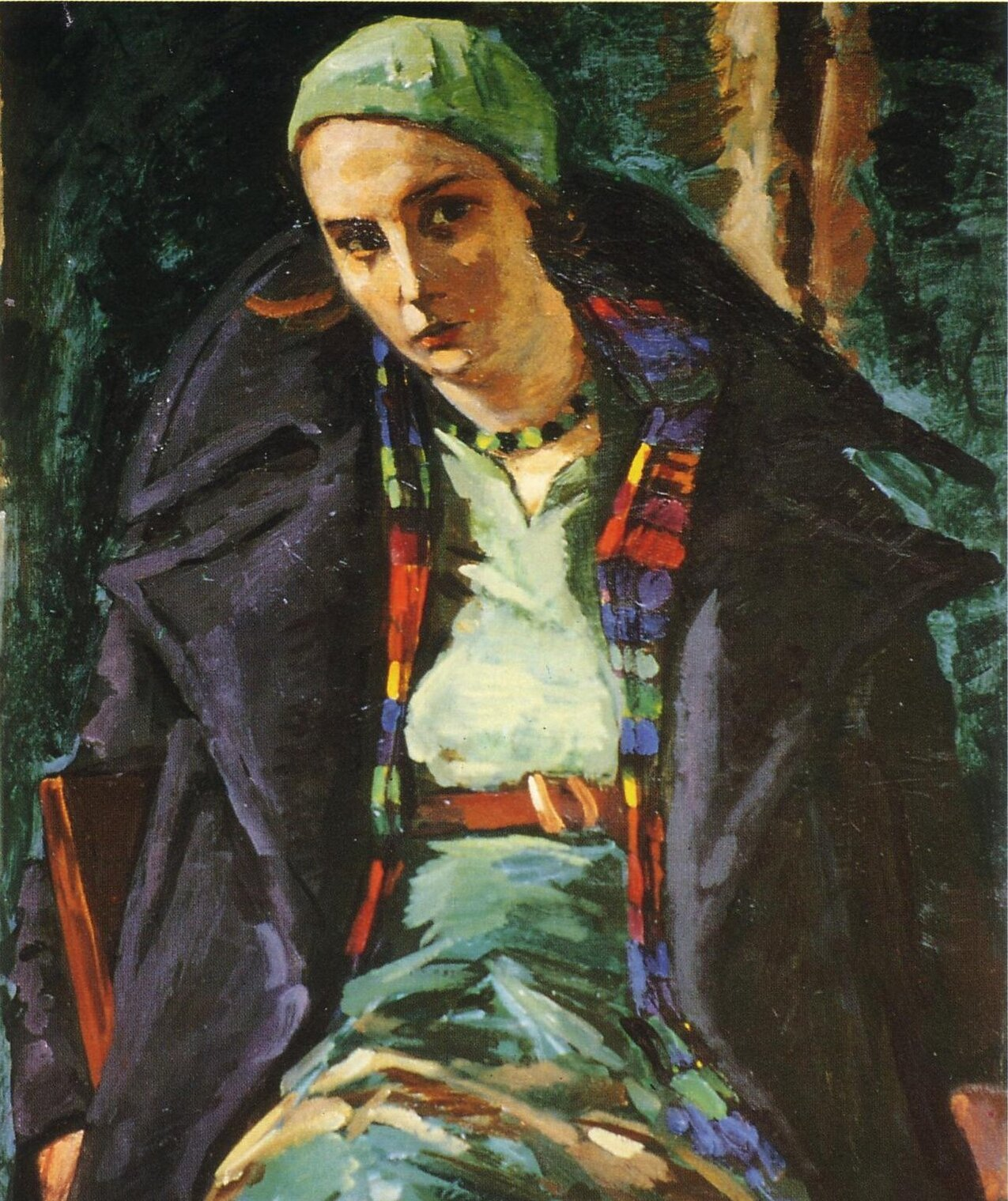
Peggy Sinclair auprès de laquelle Beckett connaît à Kragenhof, tel Jean du Chas, de juvéniles expériences de fièvre allemande [auxquelles] il attribue l’impossibilité où il s’est trouvé pendant toute sa vie de dissocier l’idée de lumière de celles de chaleur et de dégoût,,.

Jean du Chas partage avec Beckett plusieurs détails biographiques. Il naît à Toulouse le même jour que lui, le 13 avril 1906. Il a passé dans son enfance les mois d'été à Kragenhof, une exclave de Cassel où Beckett a également séjourné. Comme Beckett, la perspective d'une « réduction de sa substance en hoquets universitaires — ce qu’il appelle : reductio ad obscenum — lui crispe et enchevêtre les nerfs ». Il a pour devise « va t'embêter ailleurs », que Beckett traduit en anglais par l'euphémisme irlandais « feck off », qui résonne avec son propre rapport au pays natal, et que Beckett reprendra à plusieurs reprises dans ses œuvres et sa correspondance.
Toutefois, à l'instar du poème Whoroscope, publié par Beckett quelques semaines plus tôt, les références à Descartes abondent dans la conférence, au point de tisser un lien entre Du Chas, Descartes et Beckett,. Du Chas est l'auteur d'un Discours de la sortie, dont le titre est une « invitation manifeste à siffler le fantôme de Descartes » : son Discours est « conçu et composé parmi les chaudes vapeurs [d'un poêle à] Neuburg », où Descartes a composé le sien, comme Beckett l'a lu dans le Descartes de Mahaffy, ; le Discours chasien est un « un cogito ergo sum un peu sensationnel » et « l'expression artistique des évasions qui précèdent le suicide » ; son auteur forme le projet d'aller « [s]e confesser à Ancône », à proximité de laquelle Descartes se serait rendu en pèlerinage ; « lui aussi, a connu sa Suède » ; et il invite ses disciples à se « farcir […] de sainte nourriture sous la double forme de lentilles cartésiennes ».

### Retour sur Proust

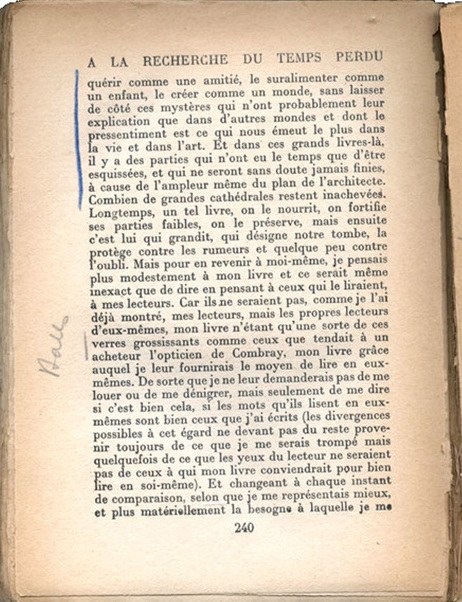
Annotation incrédule de Beckett. Il lit La Recherche durant l'été 1929 et la relit durant l'été 1930, se demandant dans une lettre si le trou du cul proustien est une entrée ou une sortie.

Beckett réutilise plusieurs éléments de son essai sur Proust, écrit durant l'été 1930 et dont il vient de remettre le manuscrit à l'éditeur londonien Chatto & Windus. Dans l'essai, Beckett affirme à propos du rôle de la musique chez Proust, que celle-ci est « un art parfaitement compréhensible et totalement inexplicable »,. La phrase réapparaît à peine modifiée dans la conférence : le concentrisme est « cet art qui, semblable à une résolution de Mozart, est parfaitement intelligible et parfaitement inexplicable »,. Beckett note à propos de la structure de la Recherche que « Swann est la pierre angulaire de l’édifice tout entier » ; de son côté, Du Chas, obsédé par les concierges, note dans un cahier : « Le concierge […] est la pierre angulaire de mon édifice entier ». Shane Weller interprète cet écho comme une « diminution comique non seulement d'un des personnages les plus importants du roman de Proust mais du roman tout entier ».
Beckett y affirme notamment que la phrase proustienne est composée d'une « longue série de métaphores qui s'enchaînent » sans pour autant fatiguer l'esprit. Dans la conférence, Beckett semble au contraire s'en moquer, quand il fait citer par Du Chas une prétendue lettre de Proust où celui-ci explique qu'il « ne peut pas, mais absolument pas, se moucher le dimanche matin avant six heures » en raison d'un « funeste enchaînement de circonstances qui remonte, n’en doutez pas, à quelque coryza mérovingien refoulé ». La « structure de mise en abyme de cet auto-plagiat auto-ironique » est soulignée par le conférencier : « Je n’ai jamais pu trouver cette lettre. Du Chas l’a peut-être fabriquée de toutes pièces. Elle est assez « à la manière de… » pour être apocryphale. Mais cela n’a aucune espèce d’importance. »

### Horizontalisme

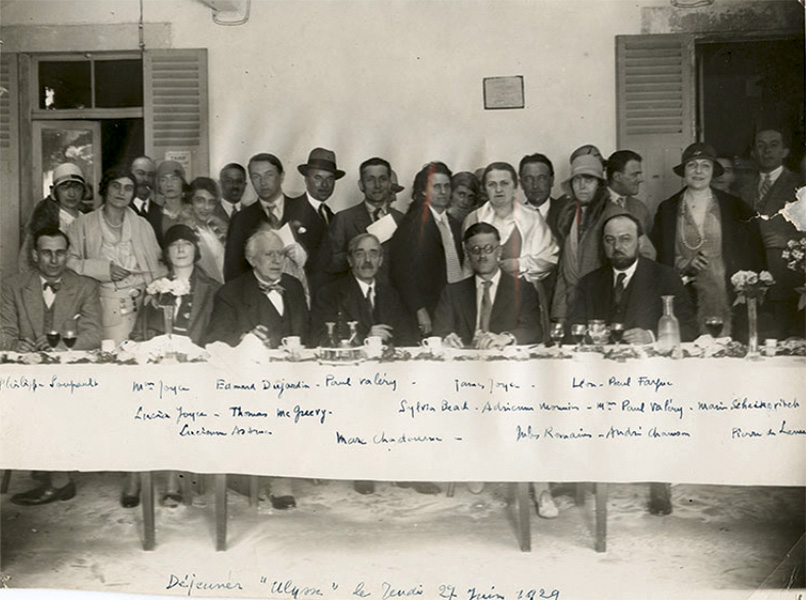
Déjeuner « Ulysse » en juin 1929 pour célébrer la sortie de la traduction française du roman de Joyce. Léon-Paul Fargue, qui a participé à la traduction, est assis à son côté. Beckett, ivre, est probablement sous la table.

La conférence dit de Du Chas qu'il mène « une de ces vies horizontales, sans sommet, toute en longueur, un phénomène de mouvement, sans possibilité d’accélération ni de ralentissement, déclenché, sans être inauguré, par l’accident d’une naissance, terminé, sans être conclu, par l’accident d’une mort ». Cet apparent éloge est parfois considéré comme une évocation facétieuse de l'unanimisme de Jules Romains auquel Beckett s'était intéressé avant de partir pour Paris. Tel est notamment le cas de Nathalie Léger qui voit dans l'obsession pour les concierges un « hommage caustique » au roman Mort de quelqu'un de Jules Romains dont un concierge est un des personnages principaux. En revanche, Diane Luescher-Morata relève que Jean du Chas apparaît plutôt au sein d'une foule que d'une collectivité, menant « une vie d’individu, le premier individu européen depuis l’expédition d’Égypte ». Alexander McKee souligne de son côté dans la conférence l'éloge chez Du Chas d'un homme sans vie sociale : « excluant et exclu, il traverse l'élément social sans le juger ». Du Chas se garde de rejoindre ce que McKee appelle les « nationalistes culturels » qui, selon la conférence, « accordent leurs cornemuses et puis se mettent en quatre afin de jouer faux car, saperlipopette !, les indidividus ne vont pas au concert ». S'appuyant sur l'analyse d'Anne Beer, selon laquelle le bilinguisme fonctionne chez Beckett comme un moyen de renouvellement artistique et de préservation de son intimité, McKee estime qu'il est significatif que cette expression soit formulée en français et non en anglais, le changement de langue permettant selon lui à Beckett de trouver une « nouvelle identité textuelle ».
La propension chasienne à l'horizontalité, dont un sous-entendu sexuel ne peut être exclu, est parfois aussi rapprochée des positions de Beckett après-guerre. Elle fait toutefois selon plusieurs commentateurs référence au « verticalisme » prôné dès 1929 par Eugène Jolas dans la revue transition. Cette revue publie en 1932 un manifeste affirmant que la poésie est verticale où Beckett figure parmi les signataires, sans qu'on sache clairement le sens de cette signature, qui aurait peut-être été apposée par Jolas sans consultation de Beckett ou par Beckett lui-même, sans enthousiasme, pour satisfaire des amis, ou pour « s’associer à une entreprise de redéfinition de la littérature et plus particulièrement d’un genre littéraire que Joyce ne pratiquait pour ainsi dire guère : la poésie ». Se référant à l'affirmation de Léon-Paul Fargue, « on a été trop horizontal, j’ai envie d’être vertical » et « clairement redevable aux recherches surréalistes », le manifeste prône l'établissement d'un lien poétique vertical entre « un monde sombre et subliminal, celui de l’inconscient collectif jungien, et un monde lumineux et transcendantal ». Comme en écho, la conférence sur Du Chas commente : « Fargue s’horizontalise parce qu’il a épuisé son répertoire de saloperies »,.

### Greffons surréalistes

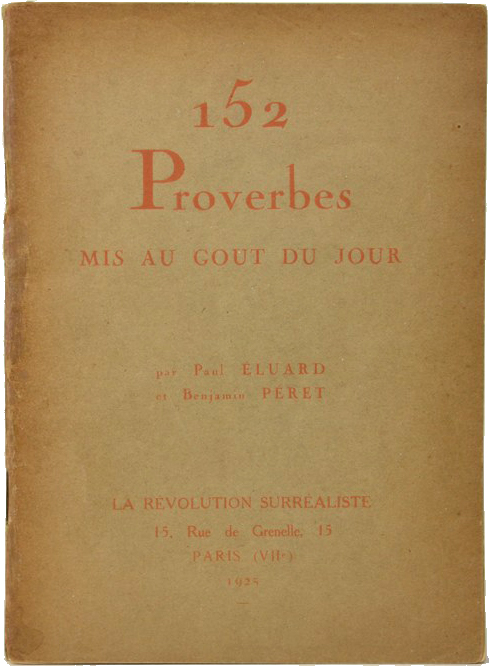
Les 152 proverbes mis au goût du jour combinent des parodies, où le principe de transformation est confié à l’arbitraire ou à l’automatisme psychique et des pastiches,.

Comme l'observe Bernard-Olivier Posse, les textes attribués à Du Chas incorporent sept faux proverbes, qualifiés par Beckett « d'étranges interpolations », qui sont en réalité empruntés à l'ouvrage 152 proverbes mis au goût du jour publié en 1925 par Benjamin Péret et Paul Éluard et qualifié par Giovanna Angeli d'exemple « le plus achevé de parodie et donc de comique verbal ». Ces citations non attribuées sont insérées dans la conférence de manière groupée : 

« Les notes de ce jour-là s’achèvent sur une phrase biffée avec une telle violence que le papier en a été déchiré. J’ai réussi à en reconstituer la seconde moitié. La voici : « et il faut battre sa mère pendant qu’elle est jeune » [proverbe no 40]. Son journal abonde en ces étranges interpolations. Il s’interrompt au milieu de détails triviaux et intimes pour écrire, entre parenthèses et en lettres majuscules : « les éléphants sont contagieux » [proverbe no 3]. Une autre fois c’est : « je suis venu, je me suis assis, je suis parti » [proverbe no 113] ou « les curés ont toujours peur » [proverbe no 24] ou « user sa corde en se pendant » [proverbe no 98] ou « ne jeter aux démons que les anges » [proverbe no 84]. L’avant-veille il avait écrit dans son Journal : « mourir quand il n’est plus temps » [proverbe no 56],. »

Ce procédé beckettien d'écriture, où l'origine des citations est perdue et leur caractère de citation connu de l'auteur seul, est qualifié par James Knowlson de « greffage »,, au sens où il « produit un organisme hybride, les parties greffées n’ayant pas le même patrimoine génétique que le porte-greffe ». Le même procédé a été mis au jour dans Whoroscope, longtemps admiré pour sa maîtrise nonchalante du cartésianisme, avant qu'on ne reconnaisse qu'à « 24 ans Beckett n'était pas un savant philosophe mais un greffeur de sources talentueux »,.

## Parodie ou canular?

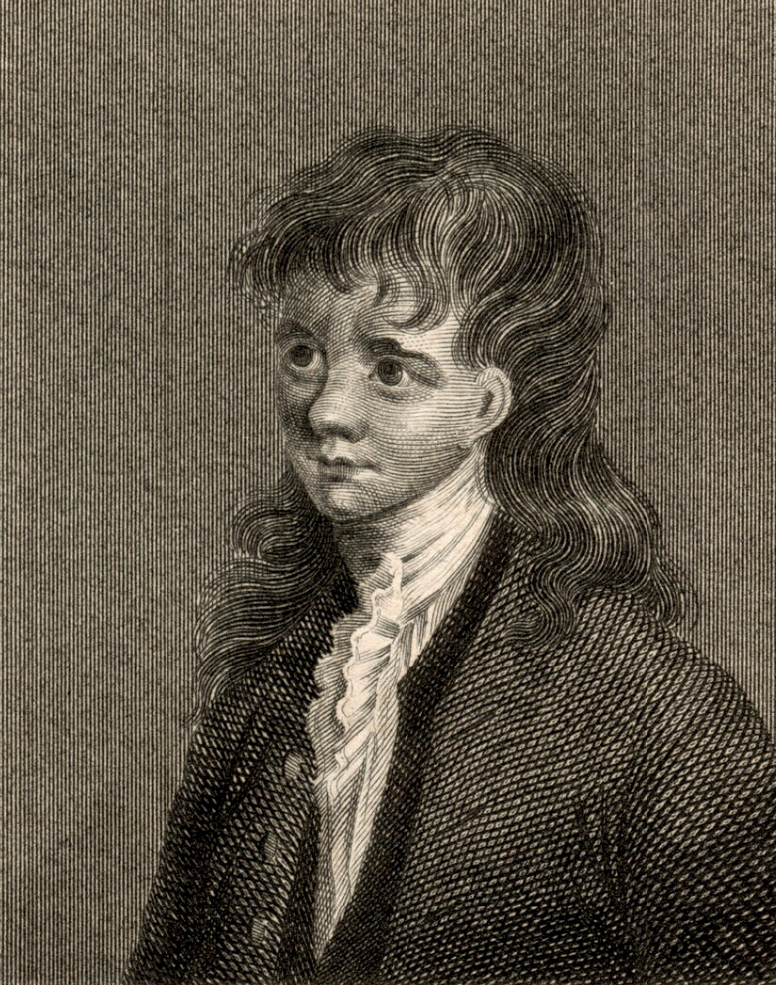
La filiation illégitime et posthume de Du Chas aligne de manière quasi explicite sa biographie avec celle du poète et mystificateur Thomas Chatterton.

Cette conférence est devenue « légendaire » pour les spécialistes car elle témoigne, chez le jeune Beckett, de son humour grinçant et de « tendances en même temps autodestructrices et auto-complaisantes », parfois interprétées comme une propension à saboter sa propre carrière. Elle est présentée par Ruby Cohn comme une « plaisanterie universitaire » (academic prank), où « les Parisiens reconnaîtraient un canular normalien », c'est-à-dire, selon le sens de mot dans l'argot des normaliens, une mystification, une farce ou une fausse nouvelle élaborée par les élèves aux dépens d'autrui. Édith Fournier évoque « une conférence satirique et canularesque » et ajoute : « nostalgie d'Ulm oblige ». Il s'agit même d'une « mystification qui parle d’une mystification », si l'on tient compte du fait que Jean du Chas, le sujet de la conférence, est présenté — quand bien même de manière laudative — comme un mystificateur.
La plupart des commentateurs s'accordent à considérer, à l'instar de James Knowlson, que cette plaisanterie doit être resituée dans le triple contexte « d'une exaspération à l'égard de la communauté universitaire, de la frustration de ne rien écrire de satisfaisant et surtout d'une insatisfaction à l'égard de l'enseignement ». Le caractère de tromperie qu'implique cette appellation est toutefois incertain : la conférence avait-elle pour but de tromper l'auditoire ? Sur ce point, les spécialistes adoptent des points de vue contradictoires.
Chris Ackerley et Stanley Gontarski observent que, bien que Beckett l'ait démenti avec insistance, elle n'en reste pas moins « curieusement convaincante ». De son côté, Sylvie Debevic Henning considère plutôt la conférence comme une manière « ouvertement carnavalesque » de traiter les mêmes questions qu'il aborde ailleurs plus sérieusement, estimant qu'on ne peut la réduire à une « blague complexe » : selon elle, l'auto-ironie fait partie du travail de Beckett et son humour lui permet d'exprimer en même temps de la sympathie et une distance critique à l'égard du point de vue de ses personnages. Pour Flore Coulouma, la conférence est un exemple-type de parodie destinée à amuser ou à stimuler, mais pas à tromper. En revanche, Ekaterina Gosteva souligne que Beckett s'est abstenu de préciser à ses auditeurs que Jean du Chas est un personnage fictif. Pour Pierre Vilar, le caractère canularesque de la conférence est si manifeste qu'il est « frappé de constater qu’au milieu des années quatre-vingt, l’autorisation fut donnée par Beckett de [la] publier ».

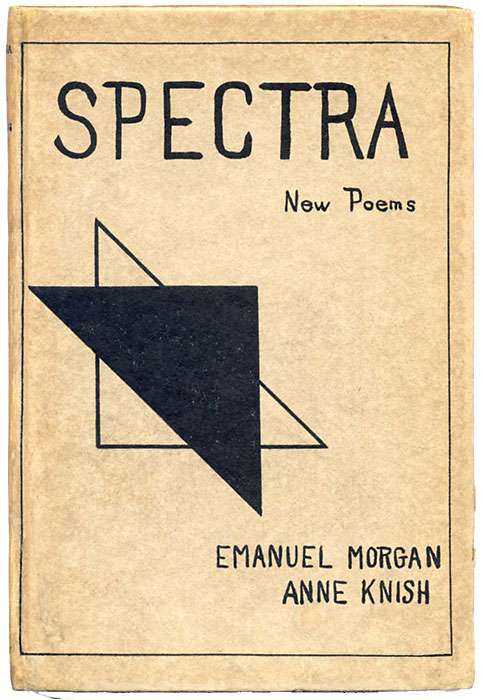
Le canular du concentrisme est rapproché par plusieurs auteurs de celui de l'école spectrique, en 1917, qui parodie le mouvement poétique de l'imagisme,.

Dans sa biographie de Beckett, Deirdre Bair affirme que 

« [Beckett] persuada plusieurs amis de soutenir son exposé en lisant d'autres « exemples » de « concentrisme ». Le gros de l'auditoire, constitué d'érudits sérieux, consacra le reste de la réunion à discuter des mérites possibles de ce nouveau et choquant courant littéraire. »

 Brigitte Le Juez y voit aussi « une forme de moquerie vis-à-vis de collègues qu'il était censé rejoindre » et écrit : 

« Quelques collègues [de Beckett] tombèrent dans le panneau, certains laissant même entendre que ce prétendu poète et son mouvement ne leur étaient pas inconnus et [ils] apprécièrent peu la farce quand elle fut révélée. »

 De son côté, Anthony Cronin, rappelant l'antagonisme de Beckett à l'encontre de la « comédie grotesque de l'enseignement (lecturing) », estime que les auditeurs de la conférence ayant pris part après celle-ci à une discussion sérieuse sur Du Chas et son mouvement pouvaient à bon droit s'estimer lésés par l'exposition de leur crédulité et de leur ignorance, a fortiori s'ils avaient prétendu connaître ce poète et son groupe.
En revanche, Ruby Cohn écrit que Beckett lui a affirmé, ainsi qu'à d'autres interlocuteurs que la conférence a été « reconnue comme le canular qu'elle était », un point de vue que reprend Laura Salisbury en affirmant que le canular était « censé » être compris comme tel. Dans le même sens, James Knowlson rapporte avoir demandé à Beckett si la conférence avait été prise au sérieux et s'être fait répondre : « non, tout le monde était bien conscient que c'était une parodie (spoof) ». Selon John Pilling, la conférence « semble avoir beaucoup amusé la communauté universitaire ». Il note toutefois que les auditeurs ont dû rester perplexes, quand bien même amusés par les blagues manifestes.
Selon Paul Fagan, la conférence ne doit ni être lue sur le mode anecdotique comme l'expression des souffrances du jeune Beckett aux prises avec le carcan universitaire, ni réduite à un simple canular exprimant la nostalgie du séjour parisien, mais comme un « canular finalement dénué de toute imposture, une tentative satirique ratée, retournée de manière comique contre l'auteur du canular ». Il cite à l'appui de cette thèse l'analyse de Laura Salisbury qui juge que dans la conférence « chaque centre, chaque voix narrative sur laquelle le lecteur pourrait tenter de s'appuyer […] finit par être « con », c'est-à-dire stupide »,. La futilité de la critique littéraire ressort de l'opposition des différentes voix concentriques : celle de l'auteur anonyme de la lettre liminaire, celle du destinataire innommé de la lettre et des cahiers chasiens, celle de Du Chas lui-même, qui est une fiction, et celle de Proust, apocryphe.

## Œuvres connexes

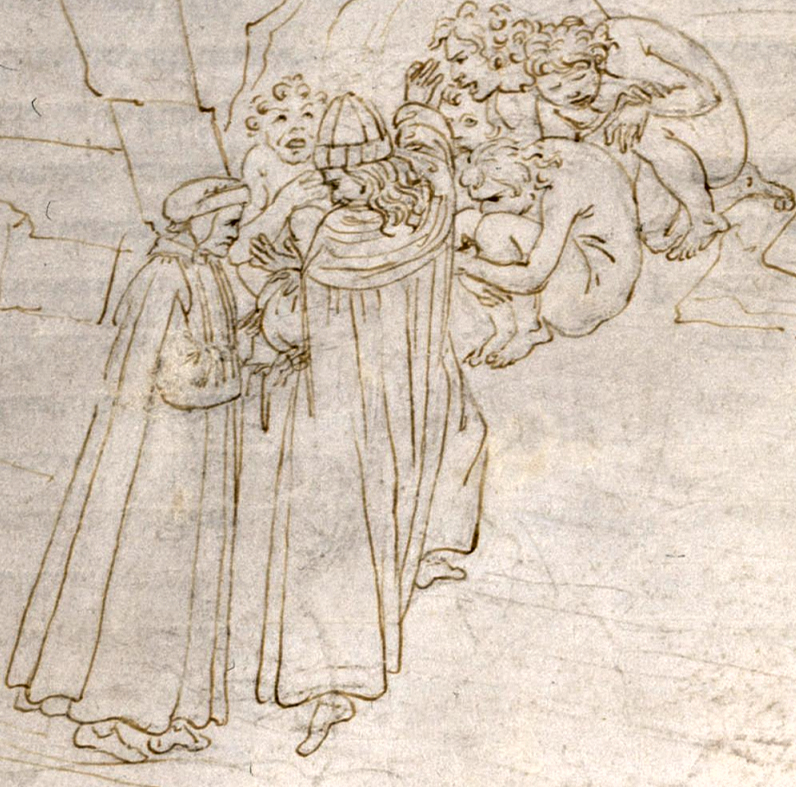
Belacqua est un personnage secondaire de la Divine Comédie, censé être un luthier florentin réputé pour son indolence, représenté par Botticelli le visage baissé et les genoux entre les bras, la pose précise où l'imagine Beckett. Il devient chez ce dernier l'œuf d'où sortiront tous [s]es autres personnages et l’emblème d’un Salut perpétuellement différé.

Dans une lettre du 14 novembre 1930 à Thomas MacGreevy, Beckett écrit : « J’ai fait une communication à la M.L.S. sur un poète français non existant — Jean du Chas — et j’ai écrit ses poèmes moi-même et cela m’a amusé quelques jours. » S'il se réfère aux poèmes cités dans la conférence, il s'agit en réalité d'une reprise des Proverbes d'Éluard et Crevel, selon un procédé que Bernard-Olivier Posse qualifie de supercherie et Tomas Hunkeler, d'hétéroglossie ; s'il s'agit en revanche de textes non cités dans la conférence, un seul en subsiste, à l'état d'inédit, de forme beaucoup plus classique : le sonnet en alexandrins Tristesse janale, qui s'adresse en parodiant Baudelaire à une maîtresse silencieuse en faisant de la « Chose de Kant » une icône poétique,. Le poème commence par le quatrain suivant où la mention des concierges dès le premier vers pointe le lien avec Du Chas et qui comporte deux variantes du quatrième vers entre lesquelles Beckett ne semble pas avoir choisi :
C’est toi, ô beauté blême des subtiles concierges,

La Chose kantienne, l’icône bilitique ;

C’est toi, muette énigme des aphasiques vierges,

Qui centres mes désirs d’un trait antithétique.

[ou]

Qui sabres ma détresse en sections coniques.
Comme le note Tim Lawrence, l'utilisation par Beckett du concept kantien de noumène s'élève au-dessus du pastiche pour introduire des thèmes bien plus substantiels que ne le suggère le ton juvénile du poème tout en résonnant avec l'attirance de la poésie surréaliste pour la philosophie et la psychanalyse.
| Visage d'un homme barbu. · Visage d'un homme glabre. |

Jean du Chas revient dans Dream of Fair to Middling Women, le premier roman de Beckett, écrit en 1932 et resté inédit jusqu'en 1992, qui remploie également un vers de Tristesse janale,. Du Chas dans Dream of Fair to Middling Women est un « cher ami » du narrateur, un « jeune Parisien très talentueux » vivant à Dublin, qui a peu de rapport avec le fondateur du concentrisme. Il apparaît dans le livre immédiatement après la scène où Belacqua, le personnage principal, a décidé d'écrire un livre et comment le composer, tenant en français un discours parallèle à celui de Belacqua en anglais, chacun étant pour l'autre une sorte « d'auditoire idéal ». Plusieurs aspects du personnage et de son comportement y sont empruntés à des amis de Beckett, en particulier Georges Pelorson et Alfred Péron. Le roman évoque sans l'expliquer la « fin tragique » de Du Chas,. Du Chas est notamment décrit comme étant coupable d'une « abominable production de texte, aussi bien que d'un grand nombre d'observations originales et spontanées » puis caractérisé par un « complexe anal », qui fait lui-même écho à l'intérêt obsessionnel de Belacqua pour les étrons de chevaux.
Le personnage est encore présent dans la nouvelle intitulée « Rincée nocturne » du recueil Bande et Sarabande et dérivée de Dream of Fair to Middling Women, dont la version originale est publiée à Londres en 1934. Chas, qui a perdu sa particule, y est décrit comme « un intello casse-pieds de nationalité française à la mine diabolique (un composé de celles de Skeat et de Paganini), dont l’esprit ressemblait à un opuscule de concordance tout éculé ». Il est également qualifié de « Bartlett mécanique », par référence à « ce bibliothécaire et lexicographe américain connu pour être capable de situer sur-le-champ n'importe quelle citation, si obscure qu'elle fût ». La comparaison avec Bartlett, tout comme « l'abominable production de texte », exprime une aspiration à expliquer l'ineffable, qui vient contredire l'aversion proclamée dans la conférence à « concréter la Chose de Kant ».
Jean du Chas et le concentrisme ont fait l'objet d'un hommage « ésotérique », la pièce radiophonique Underworlds of Jean Du Chas de l'auteur et compositeur anglais Paul Carter, créée le 18 mai 1998 dans le cadre du programme The Listening Room de la chaîne radiophonique d'État australienne ABC, où Du Chas est un plongeur dans l'inconnu et les vagues concentriques créées par son plongeon cachent ses possibles identités alternatives représentées par une troupe de clochards, de clowns et d'internés psychiatriques.
Le photographe français Pascal Dolémieux expose en 2016 aux Rencontres d'Arles un prétendu portrait de Jean du Chas et affirme à cette occasion que son Discours de la sortie a été publié en 1934 à Toulouse.